# Stazione di Daitabashi
La stazione di Daitabashi (代田橋駅?, Daitabashi-eki) è una stazione ferroviaria di Tokyo che si trova nel distretto di Setagaya, passante per la linea Keiō della Keiō Corporation.

## Linee
Keiō Corporation
● Linea Keiō

## Struttura
La stazione dispone di due banchine laterali con due binari passanti in superficie, tuttavia la parte in direzione Shinjuku è realizzata in viadotto, essendo la stazione realizzata lungo un pendio.
| 1 | ● Linea Keiō | per Meidaimae, Chōfu, Hashimoto, Keiō-Hachiōji e Takaosanguchi (Dalla nuova linea Keio) |
| 2 | ● Linea Keiō | per Sasazuka, Shinjuku e linea Shinjuku della metropolitana di Tokyo                    |

## Stazioni adiacenti
| «                                 | Servizio   | »          |
| Linea Keiō                        | Linea Keiō | Linea Keiō |
| --------------------------------- | ---------- | ---------- |
| Sasazuka                          | Locale     | Meidaimae  |
| Tutti gli altri treni non fermano |            |            |